# Primula stricta
Primula stricta — вид трав'янистих рослин родини Первоцвітові (Primulaceae), що зростає в північній Європі й на півночі Північної Америки. Рослина має розеткове листя й безлисті одне чи більше стебла.

## Опис
Багаторічна трав'яниста рослина, 5–20 см, але плодові стебла до 35 см. Кореневища дуже короткі. Стебла від прямих до дещо зігнутих, голі, волохаті, вершини стеблин іноді з рідкісними залозистими волосками. Листки у прикореневій розетці, не ароматичні; черешки приблизно такої ж довжини, як пластини, вузькокрилі; пластини тонкі, оберненояйцевиді зі звуженими основами, 1–6 × 0.3–1.1 см, краї цілі або, як правило, з великими зубчастими верхівками, особливо нижня поверхня з рідкісними залозистими волосками. Суцвіття — щільні, 2–8-квіткові парасольки. Квітконіжки прямостійні, тонкі, 1–8 мм, жорсткі. Квіти: віночок воронкоподібний, фіалковий, з жовтим горлом, 4–9 мм шириною, 5-лопатевий; чашечка дзвоноподібна, темно-плямиста, внутрішня поверхня із залозистими волосками; тичинок 5. Плоди — 5-клапанні, яйцевидо-еліпсоїдні, 5–8 мм довжини капсули. Насіння сітчасте. 
Цвітіння — влітку. Тичинки і маточки є на одному рівні, тому рослина може легко самозапилитися і дати насіння без допомоги комах.

## Поширення
Європа (Фінляндія, Ісландія, Норвегія, Росія, Швеція); Північна Америка (Гренландія, Канада). Населяє прибережні райони, особливо дюни, болота, берегові вали, прибережні скельні оголення, кам'янисті береги, а також береги струмків та річок.

## Галерея

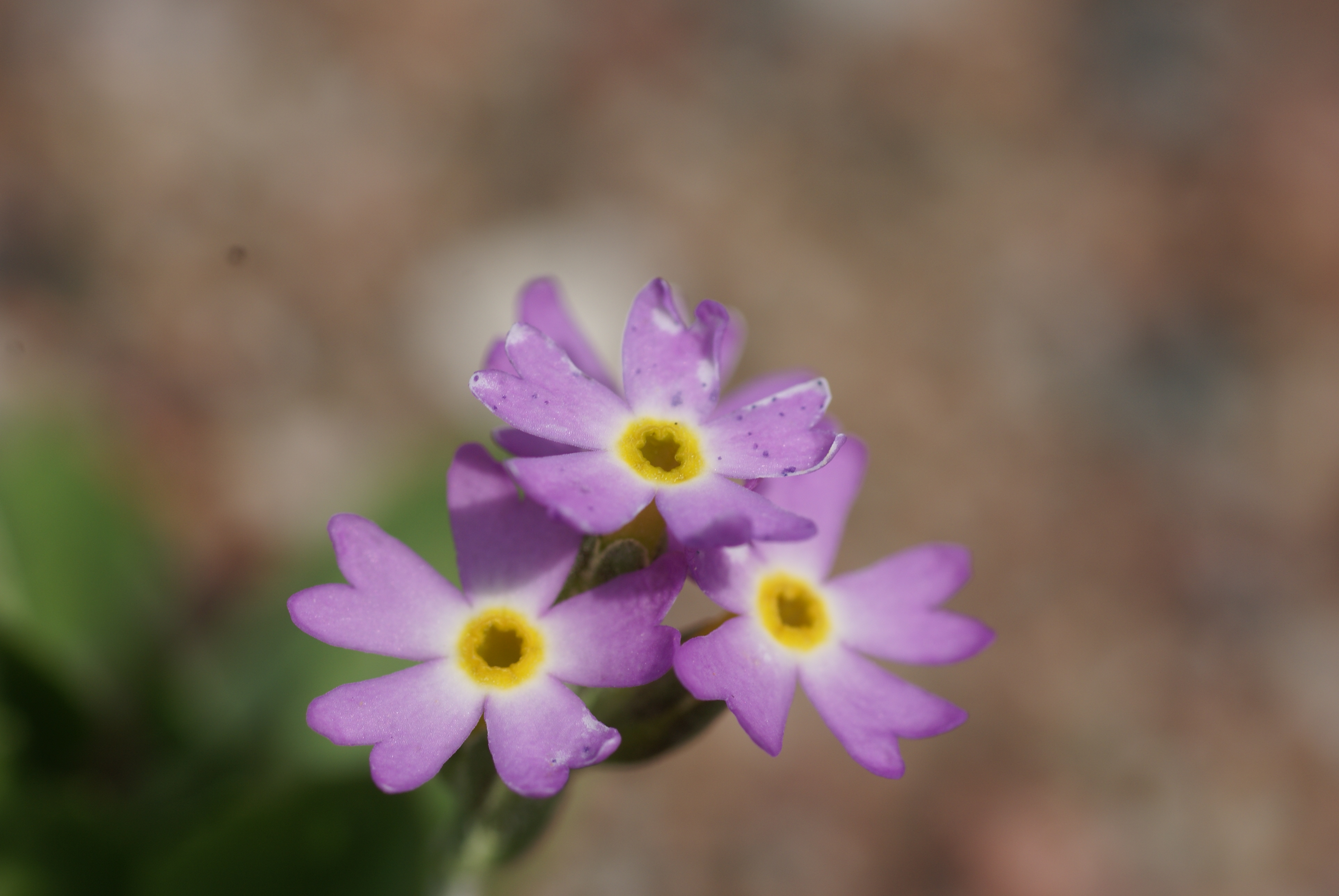